# Víra a Světlo
Víra a Světlo je ekumenické hnutí, které sdružuje na celém světě na 2000 společenství. Víra a světlo vzniklo z touhy pomoci lidem s mentálním postižením a jejich rodinám nalézt své místo v církvi a ve společnosti. To byl hlavní účel organizované pouti do Lurd o Velikonocích z roku 1971. Zakladateli tohoto hnutí jsou Marie-Héléne Mathieu a Jean Vanier.

## Víra a Světlo v Česku
V České republice nalezly myšlenky Jeana Vaniera, vize komunit Archa a hnutí Víra a Světlo svůj první ohlas na půdě ještě nerozdělené Československé republiky krátce před pádem komunismu v roce 1989. Svůj podíl na tom měla tajná návštěva Jeana Vaniera v Čechách, stejně tak i kontakty některých lidí ze Slovenska s polskými komunitami hnutí Víra a Světlo. První komunita v Čechách vznikla v roce 1990 v Praze, během dvou let však zanikla.
O rok později, v říjnu roku 1991, se poprvé sešly mentálně handicapované děti a mladí lidé, jejich rodiče a přátelé v Brně vytvořili další komunitu,která si začala říkat Žabky v kaluži.
Na podzim roku 2000 pak vzniklo druhé společenství v Praze z rodičů mentálně postižených dětí, kteří se již delší dobu scházeli a v myšlenkách Víry a Světla odkryli to, co již delší dobu hledali.
Na podzim roku 2000 se také začalo připravovat rozdělení společenství Žabek v kaluži, které trvalo celý následující rok. Výsledkem tohoto dělení se kromě Žabek v kaluži stala také dvě nová společenství, z nichž jedno si říká „Sluníčka ze studánek“ a druhé „Vlaštovky Sv. Františka“
K roku 2013 jsou v Česku čtyři společenství Víry a Světla – v Brně a Praze.
V Brně to jsou Žabky v kaluži, Sluníčka ze studánek, Svatojánské mušky a Lodičky sv. Josefa.